# Кенбай (Мукурський сільський округ)
Кенба́й (каз. Кенбай) — село у складі Кзилкогинського району Атирауської області Казахстану. Входить до складу Мукурського сільського округу.
Населення — 118 осіб (2021; 160 у 2009, 173 у 1999).